# Kyryło Budanow
Kyryło Ołeksijowycz Budanow (ukr. Кирило Олексійович Буданов, ur. 4 stycznia 1986 w Kijowie) – ukraiński oficer wywiadu, generał porucznik, szef Głównego Zarządu Wywiadu Ministerstwa Obrony Ukrainy (od 2020). Bohater Ukrainy (2024).

## Życiorys
W 2007 r. ukończył Akademię Wojskową w Odessie, następnie rozpoczął służbę w siłach specjalnych wywiadu Ukrainy.  
Od wiosny 2014 r. walczył w wojnie w Donbasie i dwukrotnie został ranny. 
6 do 8 sierpnia 2016 r. w pobliżu wsi Suworowo pod Armiańskiem na Krymie miał miejsce tak zwany incydent krymski, podczas którego doszło do wymiany ognia między stroną rosyjską i ukraińską, w wyniku czego zginęli: oficer FSB podpułkownik Roman Michajłowicz Kamieniew (ros. Роман Михайлович Каменев) i Siemion Sycziew (ros. Семён Сычев), pracownik Ministerstwa Obrony Rosji. Rzecz została szeroko skomentowana w rosyjskich mediach. Strona rosyjska oskarżała o sprowokowanie incydentu wojska Ukrainy i wskazywała konkretnych winnych, między innymi Budanowa. Putin uznał incydent za sabotaż, sprowokowany przez władze Ukrainy, które łamią porozumienia mińskie. Zaprzeczała temu strona ukraińska (między innymi ówczesny prezydent Petro Poroszenko), która uznała oskarżenia za prowokację i zaprzeczała, aby strzelanina była wynikiem desantu armii ukraińskiej na Krym, co sugerowała Rosja. W listopadzie 2018 r. rosyjska sieć telewizyjna Rossija 24 wyemitowała program o incydencie krymskim, ponownie oskarżając o udział w nim Budanowa i Maksyma Szapowała (oficera wywiadu Ukrainy, który zginął w czerwcu 2017 r. w zamachu bombowym w centrum Kijowa). 
4 kwietnia 2019 r. w rejonie hołosijiwskim w Kijowie pod samochodem Budanowa (Chevrolet Evanda) umieszczono ładunek wybuchowy, który eksplodował przedwcześnie i ranił jednego z zamachowców. Wedle doniesień medialnych za zamachem stały siły specjalne Federacji Rosyjskiej. 
W 2020 r. Budanow został zastępcą dyrektora Departamentu Służby Wywiadu Zagranicznego Ukrainy.
5 sierpnia 2020 r. został mianowany przez prezydenta Zełenskiego szefem Głównego Zarządu Wywiadu Ministerstwa Obrony Ukrainy, zastępując na tym stanowisku Wasyla Wasylowicza Burbę. Dziennikarzy poinformował, że za swoje kluczowe zadania uznaje przywrócenie Ukrainie Krymu, odparcie sił rosyjskich z Donbasu oraz walkę z rosyjską dezinformacją. Od 2020 r. kierował również działaniami sztabu w zakresie jeńców wojennych.
21 listopada 2021 r. amerykańskie czasopismo „Military Times” opublikowało wywiad z Budanowem, w którym omówił on planowaną w przyszłym roku inwazję Rosji na Ukrainę. Przewidział jej początek na styczeń lub luty, a nakreślony przez niego scenariusz ataku i przebiegu walk pokrył się ze stanem faktycznym. W marcu 2022 r. w wywiadzie dla „Coffee or Die” poinformował, że o planowaniu inwazji Ukraina dowiedziała się w listopadzie, korzystając z cyberwywiadu i źródeł osobowych, w tym takich, które znajdują się w wojsku, na Kremlu i w administracji Putina. 
W sierpniu 2022 roku został odznaczony Krzyżem Bojowych Zasług.
We wrześniu 2022 r. brał udział w koordynacji największej wymiany jeńców wojennych pomiędzy Ukrainą i Rosją (wówczas strona ukraińska doprowadziła do uwolnienia 215 jeńców, w tym dowódców Pułku „Azow”).  
W styczniu 2023 r. „The Washington Post”, powołując się na osobę z bliskiego kręgu Budanowa, informował, że na jego życie przeprowadzono co najmniej dziesięć zamachów.

## Awanse
- generał brygady (od 24 sierpnia 2021 r.)
- generał major (od 3 kwietnia 2022 r.)[1]
- generał porucznik (od 7 września 2023 r.)

## Odznaczenia i wyróżnienia
- Bohater Ukrainy z Orderem „Złota Gwiazda” – 2024[20]
- Krzyż Bojowych Zasług[21]
- Order „Za odwagę”[2]
- Medal „Za wojskową służbę Ukrainie”[2]
- Medal „Obrońcy Ojczyzny”
- Odznaka „Uczestnik ATO”
- Krzyż Oficerski Orderu Zasługi RP – Polska, nadanie 2024, wręczenie 2025[22][23]